# Cerkiew św. Michała Archanioła w Kulasznem
Cerkiew św. Michała Archanioła w Kulasznem – drewniana cerkiew greckokatolicka z 2006 roku, wzniesiona w pobliżu miejsca po wcześniejszej, która spłonęła w pożarze w 1974 roku. Jest to cerkiew filialna parafii Opieki Matki Boskiej w Komańczy.

## Historia
Istnieją przekazy poświadczające istnienie cerkwi w Kulasznem na tym miejscu już w drugiej połowie XVIII w., noszącej wezwanie św. Proroka Ilji. Cerkiew św. Michała Archanioła powstała w roku 1906 lub 1912 i była trzecią na tym miejscu (poprzednią, również św. Michała, zbudowano w 1901, nie wiadomo jednak, dlaczego tak szybko konieczna była budowa następnej). 
Po Akcji „Wisła”, cerkiew w 1949 roku została zaadaptowana na rzymskokatolicki kościół filialny parafii w Czaszynie i była współużytkowana przez katolików obrządku łacińskiego i bizantyjsko-ukraińskiego. 
Cerkiew była zbliżona do modelu cerkwi bojkowskiej, z trzema sygnaturkami o cebulastych, niewielkich kopułach z dobudowaną zakrystią z osobną sygnaturką. Wszystkie okna obiektu były prostokątne. Cerkiew posiadała wolnostojącą dzwonnicę na planie ośmioboku, datującą się z tego samego okresu, również zwieńczoną kopułą. Wnętrze zdobiła polichromia figuralna, do czasu pożaru zachował się dwurzędowy ikonostas. 
W 1974 roku została zniszczona przez pożar, a na jej miejscu tymczasowo wzniesiono kapliczkę i kilka lat później murowany kościół również dla wyznawców obydwu rytów. 27 listopada 1983 roku kościół został poświęcony pw. Matki Bożej Nieustającej Pomocy.
W 2004 roku w pobliżu grekokatolicy rozpoczęli budowę własnej drewnianej cerkwi, która 15 lipca 2006 roku została konsekrowana.

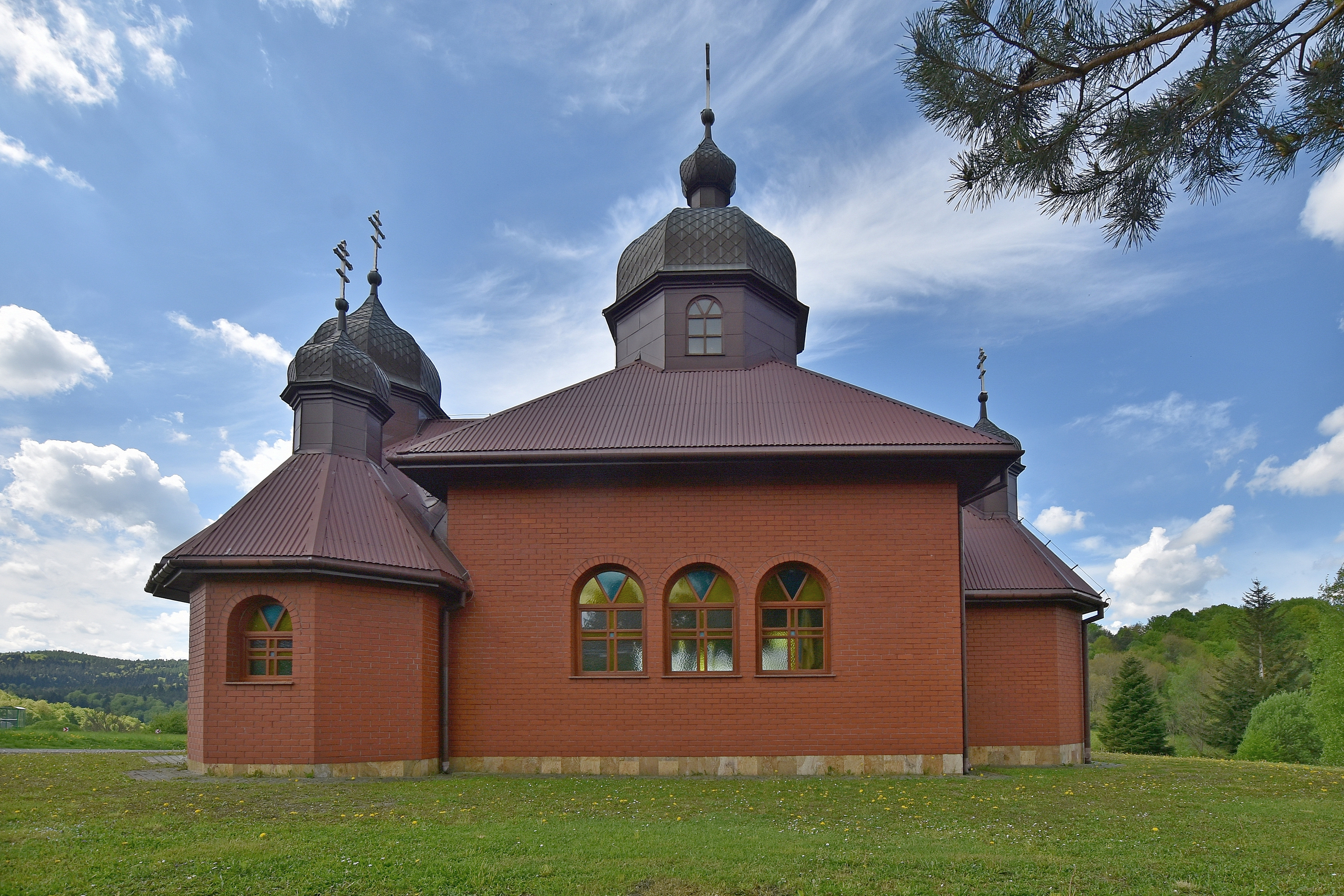
Elewacja boczna
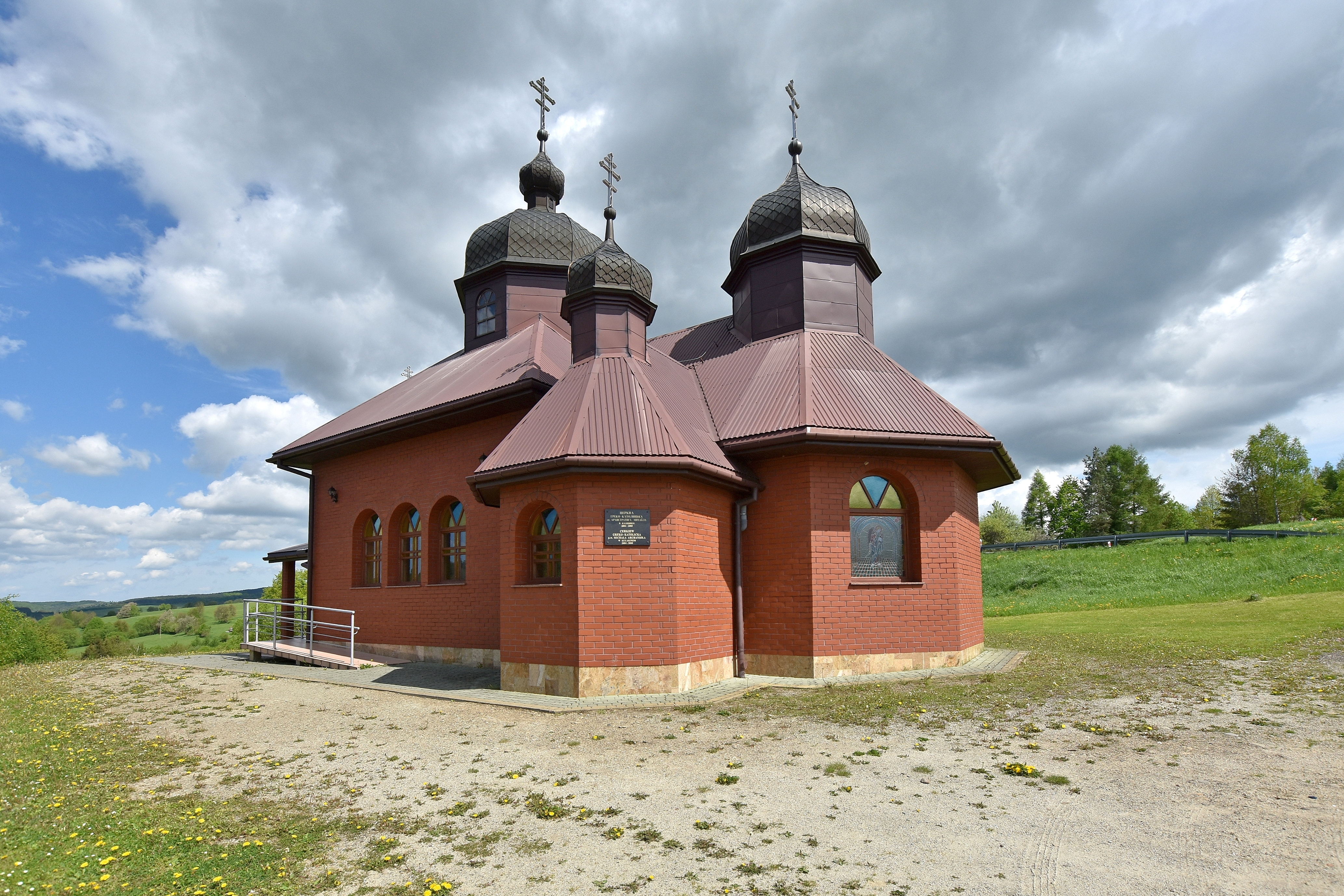
Widok od strony prezbiterium